# Estação Anhangabaú
Estação Anhangabaú é uma estação da Linha 3–Vermelha do metrô da cidade brasileira de São Paulo. Foi inaugurada no dia 26 de novembro de 1983. Está localizada na Rua Formosa, s/nº. Foi prevista uma integração entre as linhas 3 e a futura 19, porém a mesma não se confirmou, sendo considerada atualmente um projeto obsoleto.
Há uma saída da estação direta para o Terminal Bandeira.

## História

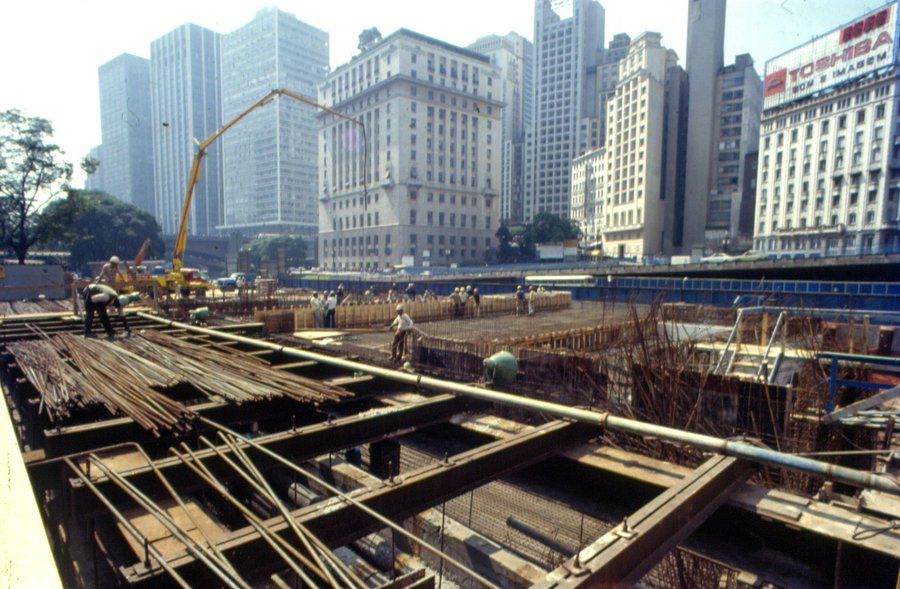
Obras da estação Anhangabaú, 1980

Em 1976 a Companhia do Metropolitano de São Paulo apresentou o projeto da Linha Leste–Oeste. Entre as estações projetadas, as que iriam requerer maiores desapropriações eram a da Sé e a da República. Enquanto a Cia. do Metropolitano desapropriou e demoliu várias edificações como o Palacete Santa Helena e o Edifício Mendes Caldeira para construir a Estação Sé, na Praça da República o anúncio da desapropriação e demolição da Escola Estadual Caetano de Campos para a construção da estação República causou grande comoção e protestos variados e uma ação judicial para impedir a demolição da escola. O então prefeito de São Paulo Olavo Setúbal, ex-aluno da escola, acabou se juntando aos protestos e a Cia. do Metropolitano não teve outra alternativa a não ser alterar o projeto da estação República e o traçado República-Sé da Linha Leste–Oeste para preservar a escola Caetano de Campos. Nessa alteração de projeto, os técnicos notaram a grande distância entre as praças da Sé e da República. Assim, foi projetada uma estação intermediária para encurtar essa distância. A nova estação, última a ser incluída no projeto da Linha Leste–Oeste foi chamada de Anhangabaú.
Enquanto as obras da alterada estação República e do trecho até a Sé foram iniciadas pela construtora Camargo Corrêa em 27 de setembro de 1977, o projeto de Anhangabaú foi sendo postergado por razões econômicas e jurídicas. Em uma manobra legal (não questionada por outras empresas) a Cia. do Metropolitano não realizou concorrência e resolveu escolher a própria Camargo Corrêa para construir a nova Estação Anhangabaú. As obras da estação foram iniciadas em 2 de janeiro de 1980. As desapropriações e interdições para a realização das obras obrigaram a Cia. do Metropolitano construir passarelas provisórias para interligar o Vale do Anhangabaú.
Previstas para serem concluídas em meados de 1982, as obras da Estação Anhangabaú sofreram atrasos e somente foram concluídas em 26 de novembro de 1983. Durante a realização das obras, a prefeitura de São Paulo e a Cia. do Metropolitano implantaram um terminal de ônibus ao lado da estação, batizado Terminal Bandeira. Em 8 de novembro de 1996 foi inaugurada uma passarela de integração entre o Terminal Bandeira e a Estação Anhangabaú.
No final da década de 1980, durante a implantação do projeto de revitalização do Vale do Anhangabaú (dos arquitetos Jorge Wilheim e Rosa Grena Kliass), um dos acessos da estação (para a Avenida 23 de Maio) foi desativado permanentemente.

## Linha 19 - Celeste
Em maio de 2025 a Companhia do Metropolitano de São Paulo abriu licitação para execução da construção da Linha 19 do Metrô de São Paulo, que terá a estação Anhangabaú como uma de suas estações terminais. O início da construção do novo ramal está previsto para o início de 2026 com conclusão prevista em 72 meses.

## Características
Estação subterrânea com dois mezaninos de distribuição, um sobre cada extremidade da plataforma central, estrutura em concreto aparente e aberturas para iluminação natural. Possui acesso para pessoas portadoras de deficiência física.
Capacidade de até 20.000 passageiros por dia.
Área construída de 11.160².

## Obras de arte
- "In Vitro" (instalação), Mario Fraga, pintura sobre polivinil butiral (1999-2002), vidro laminado e espelho (42 vitrais de 3,20m x 1,20m x 0,03m – 162m² - 18 espelhos de 3,20m x 1,20m x 0,006m - 69m²), instalados nos jardins internos, plataforma Via 1.[11]

## Dados da Linha
| Linha      | Terminais                                    | Estações | Principais destinos                                                                                         | Intervalo entre trens (min) | Funcionamento                                                        |
| ---------- | -------------------------------------------- | -------- | --- | --------------------------- | -------------------------------------------------------------------- |
| 3 Vermelha | Palmeiras–Barra Funda ↔ Corinthians–Itaquera | 18       | Barra Funda, Santa Cecília, República, Sé, Brás, Belém, Tatuapé, Penha, Vila Matilde, Artur Alvim, Itaquera | 2                           | Diariamente, das 4h40 à 0 hora. Aos sábados, até a 1 hora de domingo |

## Dados da Estação
| Sigla | Estação    | Inauguração            | Capacidade                   | Integração               | Plataformas | Posição     | Notas                                      |
| ----- | ---------- | ---------------------- | ---------------------------- | ------------------------ | ----------- | ----------- | ------------------------------------------ |
| GBU   | Anhangabaú | 26 de novembro de 1983 | 20 mil passageiros hora/pico | Bilhete Único da SPTrans | Central     | Subterrânea | Estação com estrutura de concreto aparente |